# Roschkowo (Kaliningrad)
Roschkowo (russisch Рожково, deutsch Perwissau) ist ein Ort in der russischen Oblast Kaliningrad. Er gehört zur kommunalen Selbstverwaltungseinheit Stadtkreis Gurjewsk im Rajon Gurjewsk.

## Geographische Lage
Roschkowo liegt 25 Kilometer nordöstlich Kaliningrads (Königsberg) an der Kommunalstraße 27K-070 von Uslowoje ((Königlich) Neuendorf) nach Saliwnoje (Postnicken) am Kurischen Haff. Eine Bahnanbindung besteht nicht mehr, seit die vor 1945 bestehende Bahnstrecke Prawten–Schaaksvitte (Lomonossowo–Kaschirskoje) der Königsberger Kleinbahn mit der Bahnstation Sudnicken (russisch: Pirogowo) nicht mehr in Betrieb ist.

## Geschichte
Das bis 1946 Perwissau genannte Gutsdorf wurde bereits 1485 gegründet. Im Jahre 1874 kam die damalige Landgemeinde Perwissau zum neu geschaffenen Amtsbezirk Gallgarben im Landkreis Königsberg (Preußen) (1939 bis 1945 Landkreis Samland) im Regierungsbezirk Königsberg der preußischen Provinz Ostpreußen.
Die bekannten Unterlagen ergeben im Weiteren offenbar folgendes Bild: Im Jahr 1879 wurde die Landgemeinde Perwissau in die Landgemeinde Königlich Perwissau und den Gutsbezirk Adlig Perwissau aufgeteilt. Im Jahr 1903 wurde Adlig Perwissau als Vorwerk Perwissau an den Gutsbezirk Rinau (russisch: Tschaikino) angeschlossen. Im Jahr 1905 wurde die Landgemeinde Königlich Perwissau in einen Gutsbezirk umgewandelt, der im Jahr 1910 105 Einwohner zählte. Im Jahr 1928 wurde der Gutsbezirk wieder in eine Landgemeinde umgewandelt, die spätestens zu diesem Zeitpunkt wieder Perwissau hieß und in die zu diesem Zeitpunkt auch das ehemalige Adlig Perwissau wieder eingegliedert wurde. Die Bevölkerungszahl Perwissaus belief sich im Jahr 1933 auf 309 und betrug 1939 noch 283.
1945 kam Perwissau mit dem nördlichen Ostpreußen zur Sowjetunion. Im Jahr 1947 erhielt der Ort die russische Bezeichnung Roschkowo und wurde gleichzeitig dem Dorfsowjet Saliwenski selski Sowet im Rajon Gurjewsk zugeordnet. Später gelangte der Ort in den Marschalski selski Sowet. Von 2008 bis 2013 gehörte Roschkowo zur Landgemeinde Chrabrowskoje selskoje posselenije und seither zum Stadtkreis Gurjewsk.

## Kirche
In Perwissau lebte vor 1945 eine überwiegend evangelische Bevölkerung. Sie war in das Kirchspiel Postnicken (russisch: Saliwnoje) eingepfarrt, das zum Kirchenkreis Königsberg-Land II innerhalb der Kirchenprovinz Ostpreußen der Kirche der Altpreußischen Union gehörte. Letzter deutscher Geistlicher war Pfarrer Horst Voßköhler.
Heute liegt Roschkowo im Einzugsbereich der neu entstandenen evangelisch-lutherischen Kirchengemeinde in Marschalskoje (Gallgarben), einer Filialgemeinde der Auferstehungskirche in Kaliningrad (Königsberg) innerhalb der Propstei Kaliningrad der Evangelisch-lutherischen Kirche Europäisches Russland (ELKER).

## Persönlichkeiten des Ortes
- Heinz Meier (1930–2013), deutscher Schauspieler
- Wolfgang Gurke (1937–2011), deutscher CDU-Politiker